# Weltklasse Zürich 2016
Il Weltklasse Zürich 2016 è stato la 88ª edizione dell'omonimo meeting, annuale competizione di atletica leggera, ed ha avuto luogo allo Stadio Letzigrund di Zurigo, in Svizzera, il 31 agosto e il 1 settembre 2016. Il meeting è stato anche la penultima tappa del circuito ufficiale IAAF Diamond League 2016, nonché la prima delle due tappe "finali" del circuito stesso.

## Programma[1]

### Giorno 1
| # | Orario | Specialità       |
| - | ------ | ---------------- |
| 1 | 18:30  | Salto con l'asta |

### Giorno 2
| # | Orario | Specialità             |
| - | ------ | ---------------------- |
| 1 | 18:45  | Salto con l'asta       |
| 2 | 20:05  | Getto del peso         |
| 3 | 20:13  | 5000 metri             |
| 4 | 20:50  | Salto triplo           |
| 5 | 20:53  | 400 metri              |
| 6 | 21:00  | Lancio del giavellotto |
| 7 | 21:20  | 100 metri              |
| 8 | 21:28  | 400 metri ostacoli     |

| # | Orario | Specialità         |
| - | ------ | ------------------ |
| 1 | 19:05  | Salto in lungo     |
| 2 | 19:35  | Lancio del disco   |
| 3 | 19:45  | Salto in alto      |
| 4 | 20:05  | 400 metri ostacoli |
| 5 | 20:34  | 200 metri          |
| 6 | 20:41  | 1500 metri         |
| 7 | 21:02  | 800 metri          |
| 8 | 21:12  | 100 metri ostacoli |
| 9 | 21:36  | 3000 metri siepi   |

     Specialità valide per la Diamond League

## Risultati
Di seguito i primi tre classificati di ogni specialità.

### Uomini
| Specialità             |                  | Prestazione | 2º classificato   | Prestazione | 3º classificato   | Prestazione |
| 100 m                  | Asafa Powell     | 09"94       | Akani Simbine     | 09"99       | Ben Youssef Meïté | 09"99       |
| 400 m                  | LaShawn Merritt  | 44"64       | Bralon Taplin     | 44"70       | Nery Brenes       | 45"18       |
| 5000 m                 | Hagos Gebrhiwet  | 13'14"86    | Paul Chelimo      | 13'16"51    | Evan Jager        | 13'16"86    |
| 400 m ostacoli         | Kerron Clement   | 48"72       | Javier Culson     | 48"79       | L.J. van Zyl      | 48"80       |
| Salto con l'asta       | Sam Kendricks    | 5.90 m      | Renaud Lavillenie | 5.90 m      | Thiago Braz       | 5.84 m      |
| Salto triplo           | Christian Taylor | 17.80 m     | Troy Doris        | 17.01 m     | Chris Carter      | 16.75 m     |
| Getto del peso         | Tomas Walsh      | 22.20 m     | Ryan Crouser      | 22.00 m     | Joe Kovacs        | 21.20 m     |
| Lancio del giavellotto | Jakub Vadlejch   | 87.28 m     | Thomas Röhler     | 86.56 m     | Julian Weber      | 84.29 m     |

     Atlete al primo posto della classifica di specialità
     Prestazione che stabilisce il nuovo record del meeting.

### Donne
| Specialità       |                 | Prestazione | 2º classificato      | Prestazione | 3º classificato      | Prestazione |
| 200 m            | Elaine Thompson | 21"85 DLR   | Dafne Schippers      | 21"86       | Allyson Felix        | 22"02       |
| 800 m            | Caster Semenya  | 1'56"44     | Francine Niyonsaba   | 1'56"76     | Margaret Wambui      | 1'57"04     |
| 1500 m           | Shannon Rowbury | 3'57"78     | Laura Muir           | 3'57"85     | Sifan Hassan         | 3'58"43     |
| 3000 m siepi     | Ruth Jebet      | 9'07"00     | Hyvin Kiyeng         | 9'10"15     | Emma Coburn          | 9'17"42     |
| 100 m ostacoli   | Kendra Harrison | 12"63       | Cindy Ofili          | 12"70       | Dawn Harper-Nelson   | 12"73       |
| 400 m ostacoli   | Shamier Little  | 53"97       | Sara Slott Petersen  | 54"22       | Eilidh Doyle         | 54"55       |
| Salto in alto    | Ruth Beitia     | 1.96 m      | Inika McPherson      | 1.93 m      | Sofie Skoog          | 1.93 m      |
| Salto con l'asta | Holly Bradshaw  | 4.76 m      | Sandi Morris         | 4.76 m      | Aikaterinī Stefanidī | 4.71 m      |
| Salto in lungo   | Brittney Reese  | 6.95 m      | Ivana Španović       | 6.93 m      | Dar'ja Klišina       | 6.63 m      |
| Lancio del disco | Sandra Perković | 68.44 m     | Mélina Robert-Michon | 63.91 m     | Denia Caballero      | 62.80 m     |

     Atlete al primo posto della classifica di specialità
     Prestazione che stabilisce il nuovo record del meeting.